# Wang Juntao
Wang Juntao (født i 1958) er en kinesisk dissident og demokrati-aktivist, der er anklaget af den kinesiske regering for at være en del af de "sorte hænder" der stod bag Demonstrationerne på Den Himmelske Freds Plads . Han blev først nævnt på den kinesiske regeringens "seks vigtige kriminelle" -liste og blev dømt til tretten års fængsel i 1991 for sit påståede arbejde med "sammensværgelse for at undergrave regeringen og for kontrarevolutionær propaganda og agitation".  Wang blev løsladt fra fængslet af medicinske grunde i 1994 og har siden boet i eksil i USA .   

## Ungdom og Barndom
Wang Juntao blev født i Beijing  den 11. juli 1958, søn af en højtstående officer i Folkets Befrielseshær.  Han havde modtaget en standarduddannelse i kommunistisk ideologi som barn, men var i tvivl om kommunistisk styre senere i livet.  Den 5. april 1976, i en alder af 17, blev Wang fængslet for sin aktive deltagelse som leder under den 15. aprilbevægelse, der fandt sted i det sidste år af den kulturelle revolution . Wang blev fængslet for politisk aktivitet mest bemærkelsesværdigt for at skrive politiske digte, der gjorde irritationen for Firebandens ledelse og deltog i demonstrationer til minde om Zhou Enlais død.  Efter Maos død blev Wang frigivet fra fængslet og viet sit liv til at arbejde for demokratiseringen af Kina.   I 1978 grundlagde han magasinet “Beijing Zhi Chun” ( Beijing Spring ), som var afledt af og påvirket af Prags forår 1968.

## Rolle i Tiananmen-protesterne
Efter at studerende begyndte at Sultestrejke den 13. maj 1989, blev Wang aktivt involveret i studentbevægelsen.  Wang arrangerede daglige møder med intellektuelle, studerende og journalister i håb om at påvirke deres protest ved at diskutere og rådgive dem om, hvad de skulle gøre.  Den 22. maj, to dage efter indførelsen af undtagelsestilstand, arrangerede Wang og Chen et rådgivningscenter for de studerende på Den Himmelske Freds plads for at forsøge at overtale de studerende til at trække sig tilbage for at undgå militær intervention og vold. 
I kølvandet på demonstrationerne iscenesatte Kinas Kommunistiske Parti Wang Juntao som en af planlæggerne fra 1989-bevægelsen. Wang opsøgte lederne af studenterbevægelsen for at hjælpe med at smugle dem ud af Beijing for at hjælpe dem med at flygte. 